# Молодіжний парк-пам'ятка садово-паркового мистецтва
Молоді́жний парк — парк-пам'ятка садово-паркового мистецтва місцевого значення в Україні.

## Історія та розташування
Площа 14,02 га. Об'єкт розташовується в межах міста Фастів Київської області. Об'єкт оголошено рішенням тринадцятої сесії Київської області двадцять третього скликання від 5 жовтня 2000 року № 231-13-XXIII «Про нововиявлені території та об'єкти природно-заповідного фонду місцевого значення Київської області». Землекористувачем є Фастівський міський відділ освіти.

## Опис

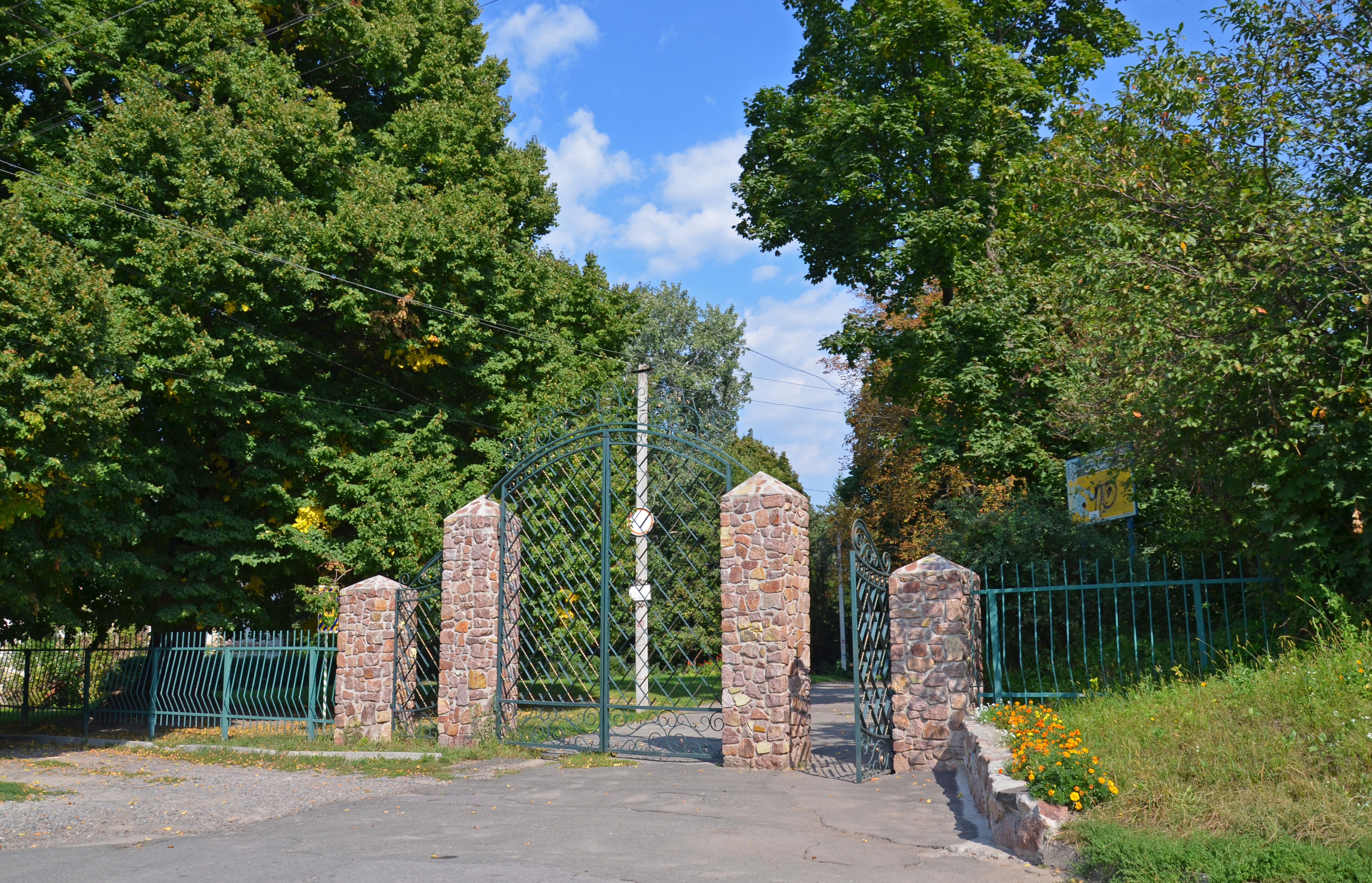
Вхід до парку

Парк розташований на підвищеному березі річки Унава. Це найпівнічніша ділянка лісостепу поблизу природної межі лісової та лісостепової зон. Рельєф почленований ярами, які впадають до річки Унави.

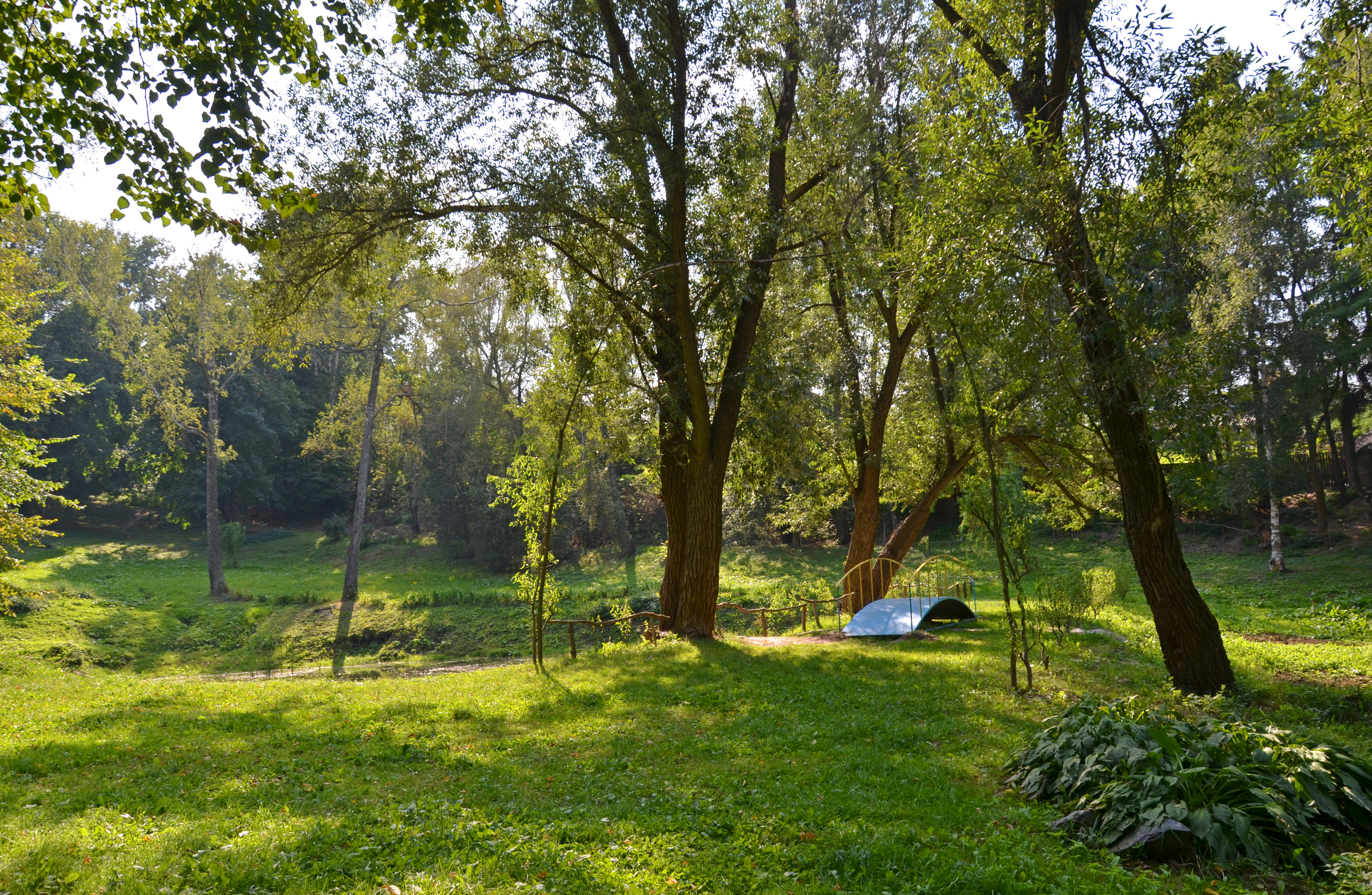

Дендрофлора парку є багатою і різноманітною. На початку XX століття тут було висаджено групу лип серцелистих, кленів гостролистих, грабів, кінських каштанів, кленів польових. На схилах та днищах ярів зростають дерева природної флори, серед яких чимало старих екземплярів. Це — тополя біла, тополя чорна, В'яз, верба ламка, верба п'ятитичинкова. З чагарників є ліщина, свидина.

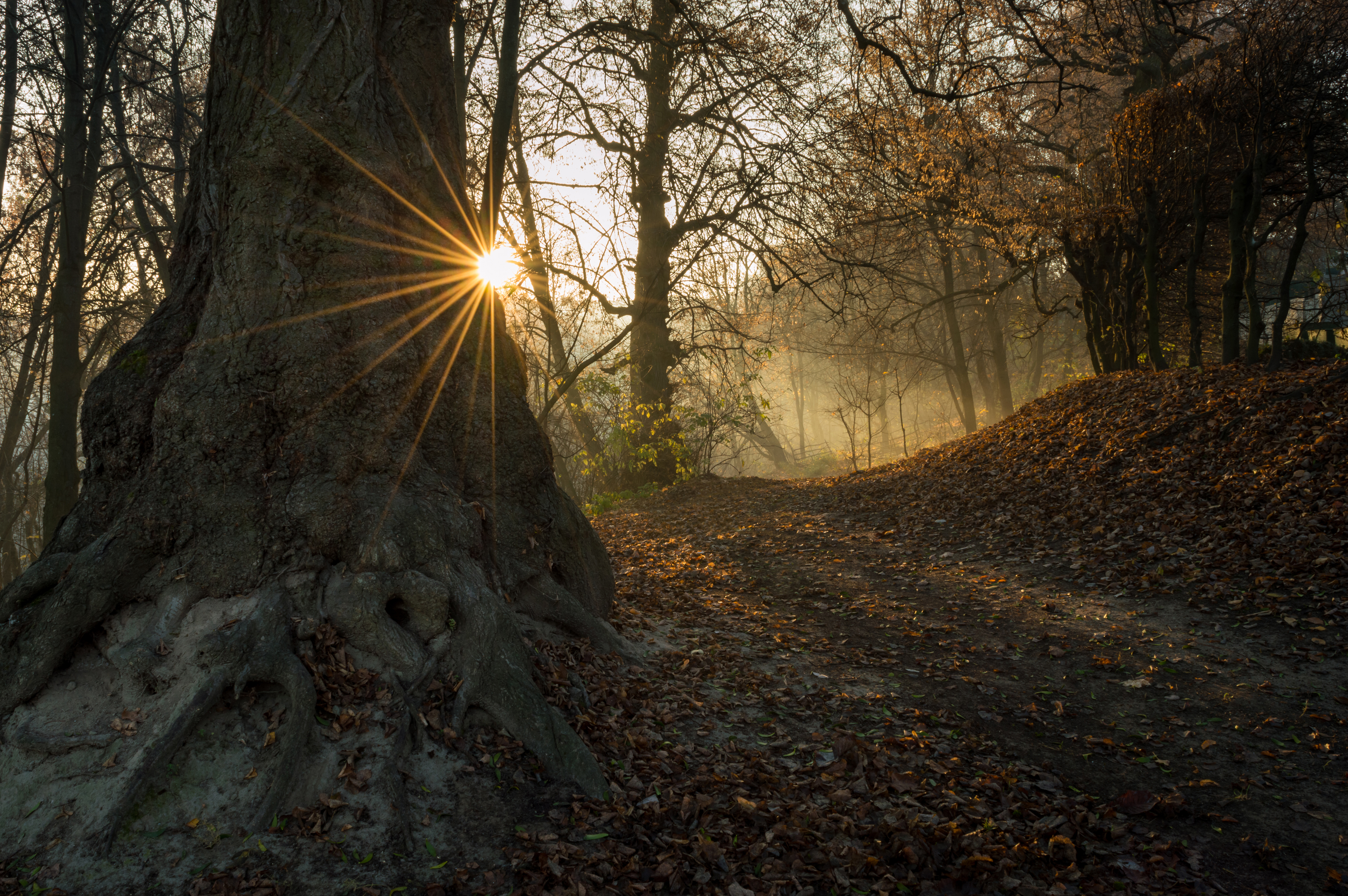

Особливої уваги заслуговують екзотичні види дерев та чагарників. Тут зростають тсуга канадська, псевдотсуга тисолиста, верба Матсуди. Окрім того, тут зростає тис ягідний, що занесений до Червоної книги України.

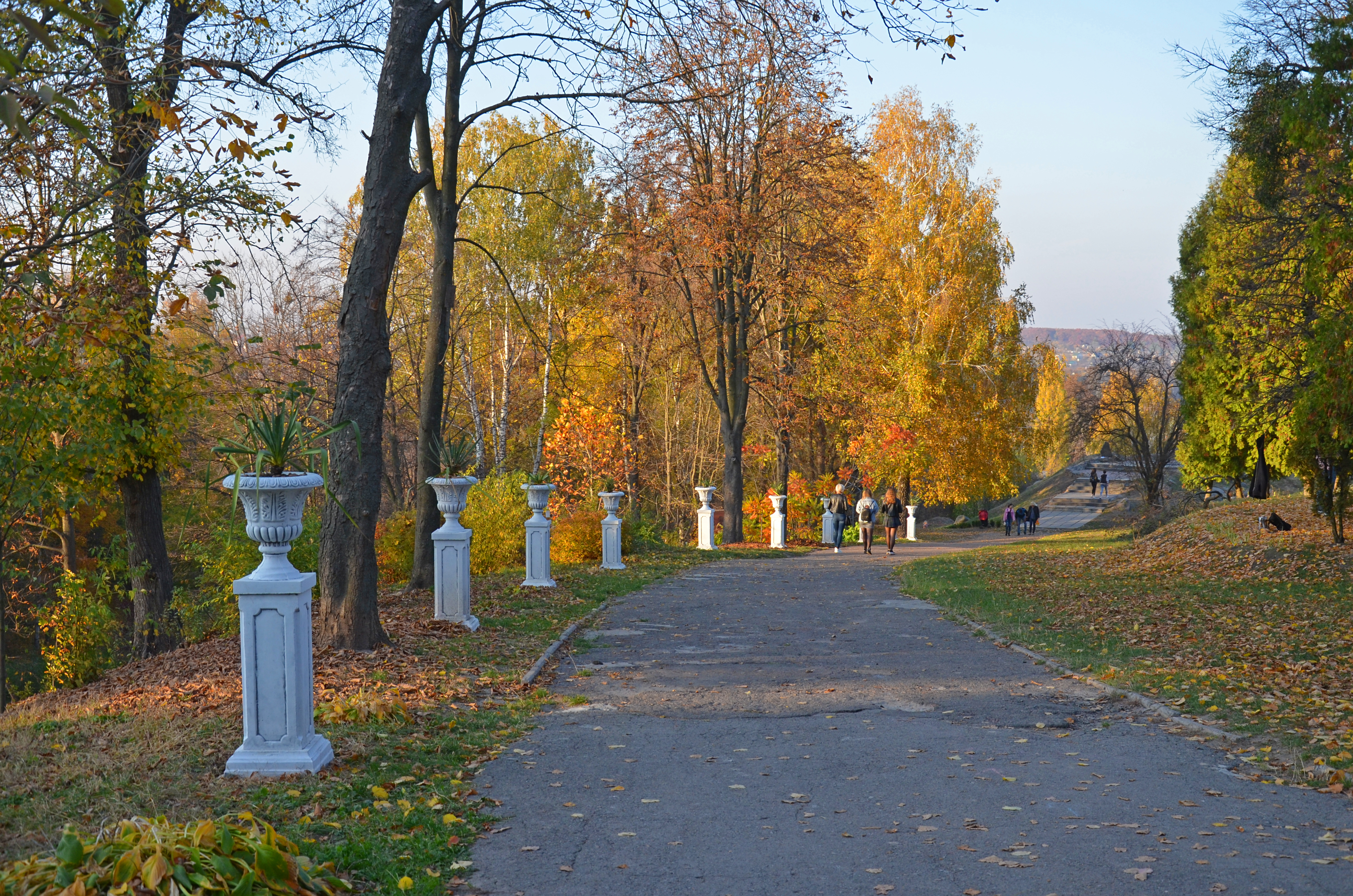